# Gobius geniporus
Il ghiozzo geniporo (Gobius geniporus Valenciennes, 1837) è un pesce di mare appartenente alla famiglia Gobiidae.

## Distribuzione e habitat
Endemico del mar Mediterraneo. È comune nei mari italiani. 
Vive nei pressi di praterie di posidonia dove ci siano spiazzi sabbiosi a profondità di qualche metro.

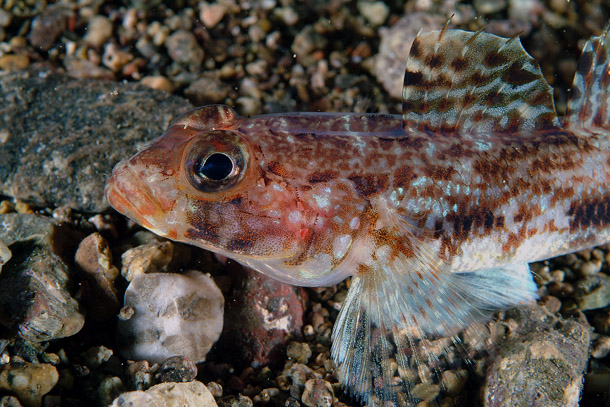
Particolare della testa

## Descrizione
Difficilmente distinguibile da Gobius fallax, Gobius bucchichi e Gobius xanthocephalus:
- una macchia scura sulla guancia, appena sotto l'occhio
- una linea di macchie scure alternate con macchie chiare allineate al centro dei fianchi
- il giovane è chiaro con una linea scura che attraversa l'occhio, più lunga di quella che ha G. bucchichi.

Gli occhi dell'animale in vita sono verde acceso. L'adulto si aggira mediamente sui 10–12 cm.

## Pesca
Casuale ed involontaria.

## Acquariofilia
Si adatta bene all'allevamento in acquario ed è apprezzato poiché, non essendo un animale sospettoso, si lascia osservare facilmente al contrario di altri gobidi che se ne stanno sempre intanati.